# Florence Turner
Florence Turner (New York, 6 gennaio 1885 – Woodland Hills, 28 agosto 1946) è stata un'attrice e sceneggiatrice statunitense.
All'epoca del cinema muto, divenne celebre con l'appellativo de "La ragazza della Vitagraph". Era nota anche con il soprannome di Flotie, e in alcune opere utilizzò lo pseudonimo di Baby Twinles.

## Biografia
Nata a New York, fu spinta per la prima volta sulle scene teatrali all'età di soli tre anni dall'ambiziosa madre, diventando con il tempo una presenza costante in produzioni di diverso tipo.

### La ragazza della Vitagraph
Nel 1906 si lanciò nella nascente industria cinematografica, firmando un contratto con uno dei primi studi, la Vitagraph. Debuttò quindi nel 1907, interpretando quell'anno 5 film tra i quali Cast Up by the Sea diretta da Stuart Blackton.
All'epoca non esistevano ancora le stelle del cinema, a meno che un attore teatrale già famoso realizzasse un film, e i nomi degli attori non erano nemmeno resi noti. I titoli con i crediti del film erano lontani dall'essere inventati. Non si sapeva quindi nulla a parte il nome della casa di produzione e il titolo del film. Man mano che il contenuto dei film prese ad evolversi dalla semplice riproduzione di fatti o situazioni comuni verso storie più definite, gli eroi e le eroine dello schermo presero ad assumere perlomeno una vaga identità
Per questo motivo la Turner iniziò ad essere identificata dal pubblico come La ragazza della Vitagraph dopo le sue apparizioni nei primi cortometraggi, per poi diventare la più popolare attrice cinematografica statunitense in un'epoca in cui il mercato era ancora dominato dalle produzioni francesi, soprattutto della Gaumont e della Pathé. Il suo contributo ai successi dello studio e il richiamo che la sua presenza esercitava sul pubblico pagante, vennero riconosciuti nel 1907 quando la sua paga aumentò a 22 dollari alla settimana, solo qualcosa in meno dei principali interpreti maschili, specialmente quelli con una vasta esperienza sul palcoscenico, come il popolarissimo Maurice Costello. Nel 1910 lavorò diverse volte in coppia con Wallace Reid, che a sua volta stava diventando una stella con il suo personaggio di romantico rubacuori.

### In Europa
Pochi anni dopo iniziò ad essere ben conosciuto anche il suo vero nome, Florence Turner, ma con il sorgere di nuove stelle come Gene Gauntier e Marin Sais della Kalem Company, Marion Leonard e Mary Pickford della Biograph e Florence Lawrence della Vitagraph, (passata alla Independent Moving Pictures nel 1910) vide calare la propria popolarità. Nel 1913 decise di cercare nuove opportunità e lasciò gli Stati Uniti accompagnata dall'amico Laurence Trimble, che l'aveva diretta in vari film. Si trasferirono in Inghilterra dove iniziarono a recitare insieme a Londra in spettacoli di music hall.
Scrisse alcune sceneggiature e iniziò a dirigere personalmente i propri film, tra cui diverse commedie. Fondò anche una propria casa di produzione, la Turner Films, realizzando più di trenta cortometraggi.
Durante la prima guerra mondiale intrattenne le truppe alleate in spettacoli appositamente organizzati e, dopo l'armistizio fece ritorno negli Stati Uniti, dove però non riscosse più il successo di un tempo. Nel 1920 andò nuovamente in Inghilterra dove rimase qualche anno prima di tornare a Hollywood, virtualmente dimenticata, nel 1924. Lavorò saltuariamente a Broadway, figurando nel 1926 e nel 1927 in due produzioni musicali con ruoli del tutto marginali.

### Gli anni del declino
Aveva trentanove anni e l'epoca in cui era stata una diva era già lontana. Continuò così a recitare in ruoli di secondo piano o quasi da comparsa per tutti gli anni trenta, messa sotto contratto dalla MGM di Louis B. Mayer.
Nel 1928 ebbe anche un ruolo minore in una produzione di Broadway, Sign of the Leopard, che andò in scena per trentanove repliche al National Theatre di New York.
In seguito andò a vivere nella Motion Picture Country House, una comunità per artisti in pensione di Woodland Hills, in California. Dopo essere apparsa in più di 160 film, Florence Turner morì a Woodland Hills a 61 anni. Fu cremata in un obitorio di Hollywood e, per suo esplicito desiderio, non ebbe alcun funerale. È nel colombario del Chapel of the Pines Crematory di Los Angeles.

## Galleria d'immagini

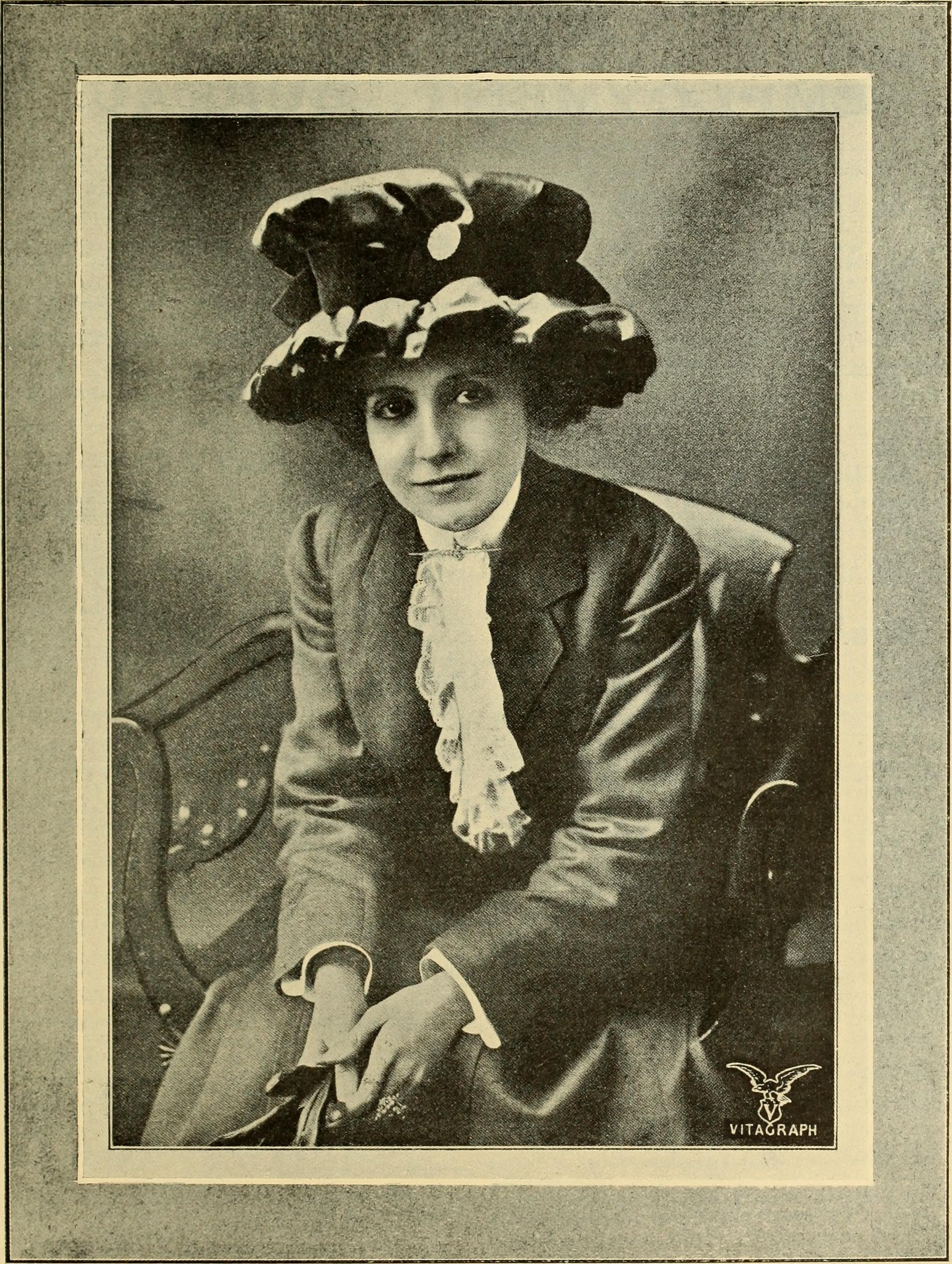
1912
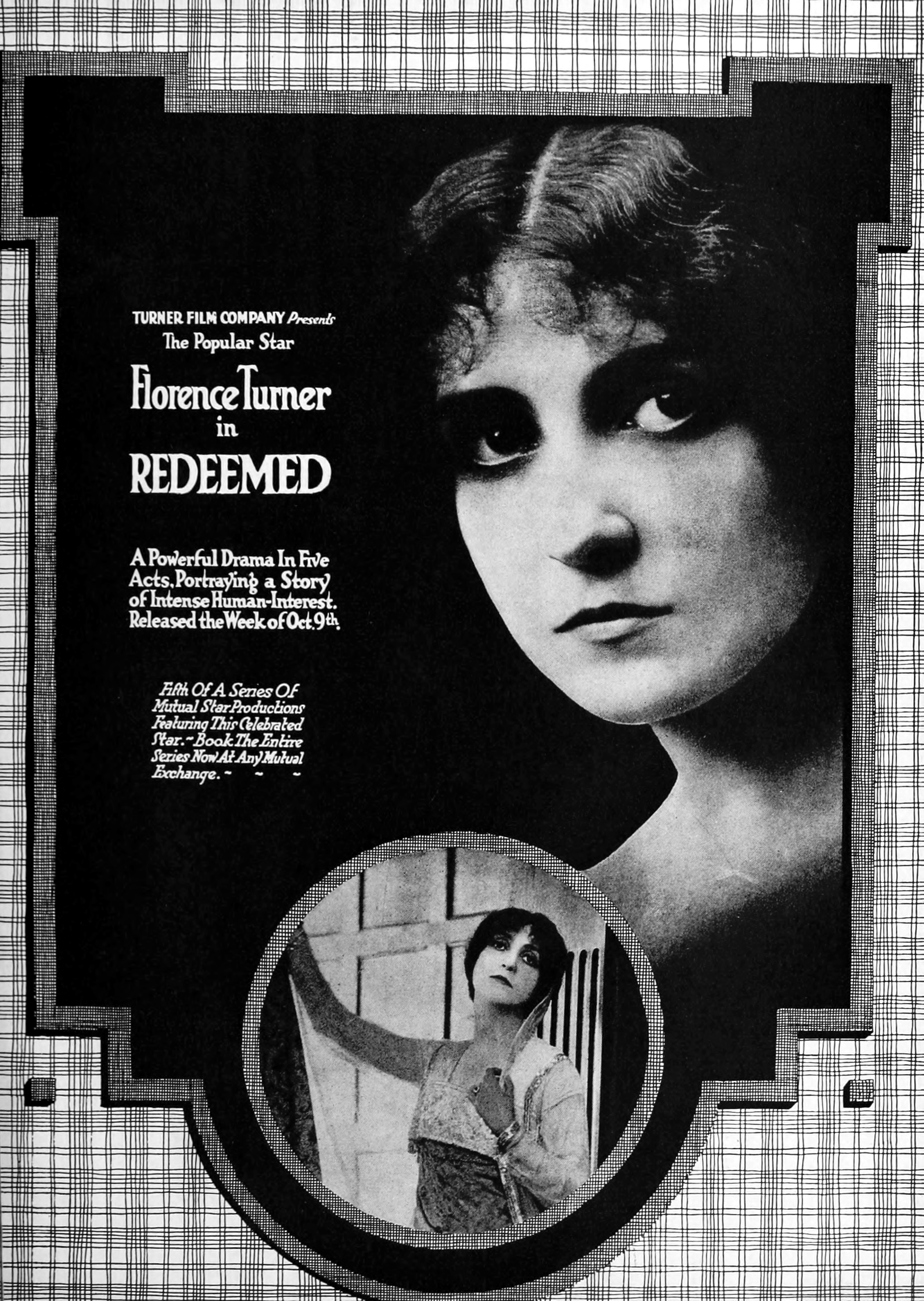
1916
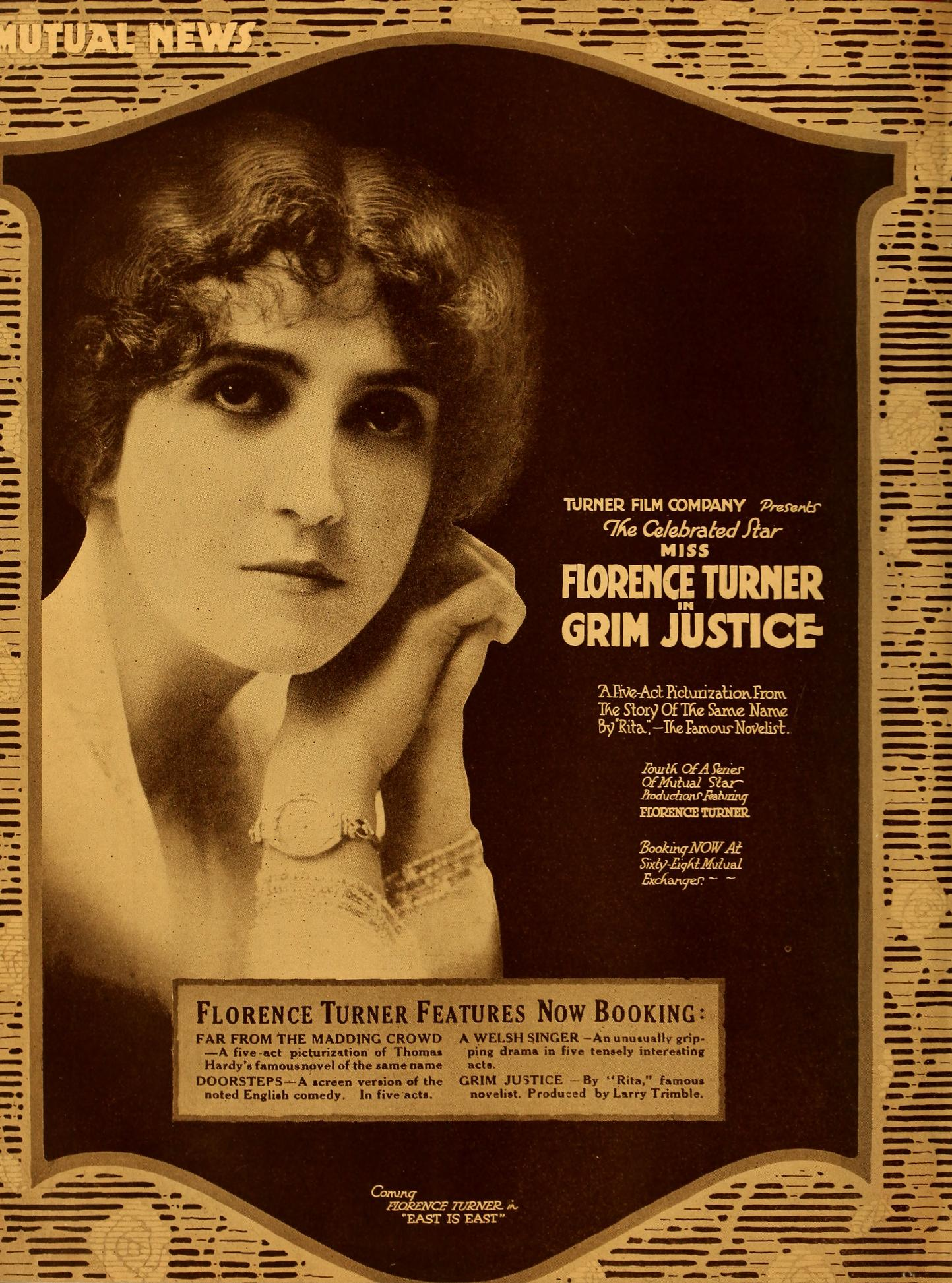
1916
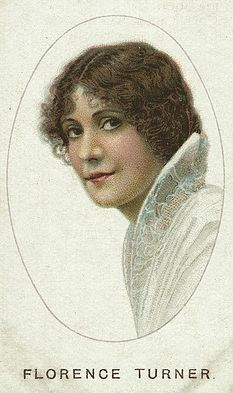
1920

## Filmografia
Di seguito sono elencati i film girati da Florence Turner
1907 - 1908 - 1909 - 1910 - 1911 - 1912 - 1913 - 1914 - 1915 - 1916 - 1919 - 1920 -- 1921 - 1922 - 1923 - 1924 - 1925 - 1926 - 1927 - 1928 - 1929 - 1930/1939 - 1943

## 1907
- How to Cure a Cold (1907)
- Athletic American Girls (1907)
- Bargain Fiend; or, Shopping à la Mode, regia di William V. Ranous (1907)
- Cast Up by the Sea, regia di James Stuart Blackton (1907)
- The Gipsy's Warning, regia di Gaston Méliès (1907)

## 1908
- Francesca da Rimini; or, The Two Brothers, regia di James Stuart Blackton (1908)
- Macbeth, regia di James Stuart Blackton (1908)
- Romeo and Juliet, regia di James Stuart Blackton (1908)
- Love Will Find a Way, regia di Edwin S. Porter (1908)
- Romance of a War Nurse, regia di Edwin S. Porter (1908)
- Richard III, regia di James Stuart Blackton e William V. Ranous (1908)
- L'oro nascosto (Ex-Convict No. 900), regia di Edwin S. Porter (1908)
- Saved by Love, regia di Edwin S. Porter (1908)
- The New Stenographer, regia di Bannister Merwin (1908)
- Miss Sherlock Holmes, regia di Edwin S. Porter (1908)
- The Merchant of Venice, regia di J. Stuart Blackton (1908)
- An Unexpected Santa Claus, regia di Edwin S. Porter (1908)

## 1909
- A Daughter of the Sun, regia di Edwin S. Porter (1909)
- Kenilworth, supervisione di J. Stuart Blackton (1909)
- King Lear, co-regia di James Stuart Blackton e William V. Ranous (1909)
- Fuss and Feathers, regia di Edwin S. Porter (1909)
- The Three Kisses, regia di Edwin S. Porter (1909)
- His Masterpiece, regia di Bannister Merwin (1909)
- Launcelot and Elaine, regia di Charles Kent (1909)
- The Heart of a Clown, regia di Edwin S. Porter (1909)
- A Gift from Santa Claus, regia di Edwin S. Porter (1909)
- A Midsummer Night's Dream (1909)

## 1910
- A Pair of Schemers; or, My Wife and My Uncle (1910)
- Twelfth Night, regia di Eugene Mullin e Charles Kent (1910)
- Ranson's Folly, regia di Edwin S. Porter (1910)
- For Her Sister's Sake, regia di Edwin S. Porter (1910)
- St. Elmo (1910)
- Sisters , regia di Bannister Merwin (1910)
- Over the Garden Wall (senza regista) (1910)
- Wilson's Wife's Countenance (1910)
- Davy Jones and Captain Bragg, regia di George D. Baker (1910)
- Uncle Tom's Cabin di James Stuart Blackton (1910)
- Peg Woffington, regia di Edwin S. Porter (1910)
- Her Mother's Wedding Gown, regia di Laurence Trimble (1910)
- Back to Nature; or, The Best Man Wins (1910)
- Rose Leaves (1910)
- Jean, the Matchmaker, regia di Laurence Trimble (1910)
- Renunciation, regia di Wilbert Melville (1910)
- Brother Man (1910) (senza regista)
- Auld Robin Gray, regia di Laurence Trimble (1910)
- In the Mountains of Kentucky (1910)
- Jean Goes Fishing, regia di Laurence Trimble (1910)
- Francesca da Rimini, regia di James Stuart Blackton (1910)
- Love, Luck and Gasoline, regia di Wilfrid North (1910)
- The Winning of Miss Langdon, regia di Edwin S. Porter (1910)
- A Tin-Type Romance (1910)
- A Dixie Mother, regia di Van Dyke Brooke (1910)

## 1911
- Jean Rescues, regia di Laurence Trimble (1911)
- The New Stenographer, regia di George D. Baker (1911)
- A Tale of Two Cities, regia di Charles Kent (o William Humphrey?) (1911)
- Captain Barnacle's Courtship, regia di George D. Baker (1911)
- For His Sake; or, The Winning of the Stepchildren, regia di Tefft Johnson (1911)
- The Spirit of the Light; or, Love Watches on Through the Years, regia di Charles Kent (1911)
- Prejudice of Pierre Marie, regia di Laurence Trimble (1911)
- The Show Girl, regia di Van Dyke Brooke (1911)
- The Sacrifice, regia di Van Dyke Brooke (1911)
- Proving His Love; or, The Ruse of a Beautiful Woman (1911)
- The Stumbling Block, regia di Laurence Trimble (1911)
- Intrepid Davy (1911)
- Birds of a Feather (1911)
- The Wrong Patient (1911)
- The Thumb Print, regia di Van Dyke Brooke (1911)
- Jealousy (1911)
- Cherry Blossoms (1911)
- Forgotten; or, An Answered Prayer, regia di Van Dyke Brooke (1911)
- The Answer of the Roses (1911)
- Wig Wag, regia di Laurence Trimble (1911)
- Auld Lang Syne, regia di Laurence Trimble (1911)
- Hypnotizing the Hypnotist, regia di Laurence Trimble (1911)
- One Touch of Nature, regia di Laurence Trimble (1911)

## 1912
- A Red Cross Martyr; or, On the Firing Lines of Tripoli, regia di Laurence Trimble (1912)
- The Path of True Love (1912)
- Jean Intervenes, regia di Hal Reid (1912)
- Indian Romeo and Juliet, regia di Laurence Trimble (1912)
- Mrs. Carter's Necklace, regia di Van Dyke Brooke (1912)
- Her Diary (1912)
- Aunty's Romance, regia di George D. Baker (1912)
- Wanted... a Grandmother (1912)
- Flirt or Heroine, regia di Van Dyke Brooke (1912)
- Two Cinders, regia di Laurence Trimble (1912)
- The Loyalty of Sylvia (1912)
- The Irony of Fate, regia di Albert W. Hale (1912)
- She Cried, regia di Albert W. Hale (1912)
- When Persistency and Obstinacy Meet (1912)
- The Face or the Voice (1912)
- Una of the Sierras, regia di Ralph Ince (1912)
- The Servant Problem; or, How Mr. Bullington Ran the House (1912)
- Susie to Susanne (1912)
- The Signal of Distress, regia di Laurence Trimble (1912)
- While She Powdered Her Nose, regia di Laurence Trimble (1912)

## 1913
- The Wings of a Moth, regia di Laurence Trimble (1913)
- What a Change of Clothes Did, regia di Maurice Costello (1913)
- Everybody's Doing It, regia di Larry Trimble (1913)
- Cutey and the Twins, regia di James Young (1913)
- The Skull, regia di William V. Ranous (1913)
- Stenographer's Troubles, regia di Frederick A. Thomson (1913)
- Under the Make-Up, regia di Laurence Trimble (1913)
- The One Good Turn, regia di William V. Ranous (1913)
- Sisters All, regia di Laurence Trimble (1913)
- The House in Suburbia, regia di Laurence Trimble (1913)
- Checkmated, regia di Laurence Trimble (1913)
- Let 'Em Quarrel, regia di Laurence Trimble (1913)
- A Window on Washington Park, regia di Laurence Trimble (1913)
- The Deerslayer, regia di Hal Reid, Laurence Trimble (1913)
- Counsellor Bobby, regia di Laurence Trimble (1913)
- Up and Down the Ladder, regia di Laurence Trimble (1913)
- Rose of Surrey, regia di Laurence Trimble (1913)
- Jean's Evidence, regia di Laurence Trimble (1913)
- Pumps, regia di Laurence Trimble (1913)
- The Younger Sister, regia di Laurence Trimble (1913)
- The Lucky Stone, regia di Laurence Trimble (1913)
- The Harper Mystery, regia di Laurence Trimble (1913)

## 1914
- Creatures of Habit, regia di Laurence Trimble (1914)
- The Murdock Trial, regia di Laurence Trimble (1914)
- Flotilla the Flirt, regia di Laurence Trimble (1914)
- Daisy Doodad's Dial, regia di Laurence Trimble (1914)
- For Her People, regia di Laurence Trimble (1914)
- Through the Valley of Shadows, regia di Laurence Trimble (1914)
- The Shepherd Lassie of Argyle, regia di Laurence Trimble (1914)
- Polly's Progress
- One Thing After Another
- Snobs
- Shopgirls: or, The Great Question, regia di Laurence Trimble (1914)

## 1915
- As Ye Repent
- My Old Dutch, regia di Laurence Trimble (1915)
- Alone in London, regia di Laurence Trimble (1915)
- Lost and Won, regia di Laurence Trimble (1915)
- Far from the Madding Crowd, regia di Laurence Trimble (1915)

## 1916
- Doorsteps, regia di Henry Edwards (1916)
- Grim Justice, regia di Laurence Trimble (1916)
- East Is East, regia di Henry Edwards (1916)
- A Welsh Singer, regia di Henry Edwards (1916)

## 1919
- Fool's Gold, regia di Laurence Trimble (1919)
- Oh, It's E.Z. (1919)

## 1920
- The Brand of Lopez, regia di Joseph De Grasse (1920)
- Old Dials for New (1920)
- The Ugly Duckling, regia di Alexander Butler (1920)
- Three Men in a Boat, regia di Challis Sanderson (1920)
- Blackmail, regia di Dallas M. Fitzgerald (1920)

## 1921
- Passion Fruit, regia di John E. Ince (John Ince) (1921)
- All Dolled Up, regia di Rollin S. Sturgeon (1921)
- The Old Wives' Tale, regia di Denison Clift (1921)

## 1922
- The Little Mother, regia di A.V. Bramble (1922)
- The Street Tumblers, regia di George Wynn (1922)
- The Lights o' London, regia di Edwin J. Collins (1922)
- Was She Justified?, regia di Walter West (1922)

## 1923
- Hornest's Nest, regia di Walter West (1923)
- Sally Bishop, regia di Maurice Elvey (1923)

## 1924
- The Boatswain's Mate, regia di H. Manning Haynes (1924)
- Women and Diamonds, regia di F. Martin Thornton (1924)
- Janice Meredith, regia di E. Mason Hopper (1924)

## 1925
- The Mad Marriage, regia di Frank P. Donovan (1925)
- La voce del sangue (Never the Twain Shall Meet), regia di Maurice Tourneur (1925)
- The Price of Success, regia di Tony Gaudio (1925)
- The Dark Angel, regia di George Fitzmaurice (1925)

## 1926
- The Gilded Highway, regia di J. Stuart Blackton (1926)
- The Last Alarm, regia di Oscar Apfel (1926)

- Flame of the Argentine, regia di Edward Dillon (1926)
- Padlocked, regia di Allan Dwan (1926)

## 1927
- The Overland Stage, regia di Albert S. Rogell (1927)
- The Broken Gate, regia di James C. McKay (1927)
- Stranded, regia di Phil Rosen (1927)
- The Cancelled Debt, regia di Phil Rosen (1927)
- Sally in Our Alley, regia di Walter Lang (1927)
- Tuo per sempre (College), regia di James W. Horne e Buster Keaton (non accreditato) (1927)
- The Chinese Parrot, regia di Paul Leni (1927)

## 1928
- The Law and the Man, regia di Scott Pembroke (1928)
- Marry the Girl, regia di Phil Rosen (1928)
- The Road to Ruin, regia di Norton S. Parker (1928)
- Walking Back, regia di Rupert Julian, Cecil B. DeMille (non accreditato) (1928)
- Jazzland, regia di Dallas M. Fitzgerald (1928)
- The Pace That Kills, regia di William A. O'Connor, Norton S. Parker (1928)

## 1929
- Kid's Clever, regia di William James Craft (1929)

- La maschera di ferro (The Iron Mask), regia di Allan Dwan (1929)

## 1932/1939
- The Rampant Age, regia di Phil Rosen (1930)
- The Ridin' Fool, regia di John P. McCarthy (1931)
- Taxi!, regia di Roy Del Ruth (1932)
- The Trial of Vivienne Ware, regia di William K. Howard (1932)
- Il segno della croce (The Sign of the Cross), regia di Cecil B. DeMille (1932)
- The Animal Kingdom, regia di Edward H. Griffith, George Cukor (non accreditato) (1932)
- He Couldn't Take It, regia di William Nigh (1936)
- Un bacio al buio (One Rainy Afternoon), regia di Rowland V. Lee (1936)

## 1943
- La parata delle stelle (Thousands Cheer), regia di George Sidney (1943)

- Whistling in Brooklyn, regia di S. Sylvan Simon (1943)

## Sceneggiatrice
- She Cried, regia di Albert W. Hale (1912)
- The Hero, regia di Frederick A. Thomson (1914)